# Джей Ботройд
Джей Ботройд е английски футболист.

## Национален отбор
Записал е и 1 мача за националния отбор на Англия.
| Англия | Англия | Англия |
| Година | Мачове | Голове |
| ------ | ------ | ------ |
| 2010   | 1      | 0      |
| Общо   | 1      | 0      |